# 羅亞爾 (北卡羅萊納州富蘭克林縣)
羅亞爾（英語：Royal）是位於美國北卡羅萊納州富蘭克林縣的非建制地區。

## 歷史
羅亞爾的郵局於1885年設立，其後於1907年停運。

## 地理
羅亞爾所處的海拔為高於海平面115米（即377英呎），而該地所採用的時區為UTC-5，即北美东部时区（EST）。同時該地設有夏令時間，為UTC-5調快一小時，即UTC-4（EDT）。